# 于致远
于致远（1911年—1986年），男，直隶（今河北）石家庄人，中华人民共和国政治人物，曾任天津市政协副主席，第三届全国人大代表。
他曾于1947年担任天津机械工厂（今天津中车机辆装备）工会的领导人。